# Zanzibar Musical Club
Pour plus de détails, voir Fiche technique et Distribution.
Zanzibar Musical Club  est un documentaire franco-allemand réalisé en 2009.

## Synopsis
Au coucher du soleil, dans les rues de la vieille ville, les clubs de Zanzibar bourdonnent des sons enlevés de taarab, la musique de Zanzibar, dont le style reflète deux millénaires d’échanges culturels et la place de l’île au carrefour de la route des épices. Vecteurs de l’identité culturelle et tradition vivante, les concerts de taarab sont intrinsèquement liés à la vie quotidienne autant qu’aux cérémonies de l’île. Ses rythmes doux accompagnent l’auditeur à chaque étape de sa vie, des moments les plus sombres aux plus joyeux.

## Fiche technique
- Réalisation : Philippe Gasnier et Patrice Nezan
- Production : Les Films du Présent Eikon Südwest ZDF/Arte 24images Le Mans TV
- Scénario : Philippe Gasnier et Patrice Nezan
- Image : Samuel Dravet
- Son : François Waledisch
- Musique : Zein l'Abdin Makame Faki Bi Kidude Amina & Culture Musical Club
- Montage : Tatjana Jankovic et Nicolas Joly